# Касимова, Фидан Экрем кызы
Фида́н Экре́м кызы́ Каси́мова (азерб. Fidan Əkrəm qızı Qasımova; род. 17 июня 1947, Баку, Азербайджанская ССР) — советская, азербайджанская оперная певица (сопрано), педагог, профессор. Народная артистка СССР (1988).

## Биография
Фидан Касимова родилась в Баку.
После окончания специализированной музыкальной школы им. Бюльбюля в 1966 году поступила в Азербайджанскую государственную консерваторию им. У. Гаджибекова, которую окончила в 1971 году по двум факультетам — струнному (скрипка, класс С. Ганиева) и вокалу (класс И. А. Львович). В 1974 году окончила аспирантуру Московской государственной консерватории имени П. И. Чайковского.
После защиты диплома возвратилась в Баку и стала солисткой Азербайджанского театра оперы и балета им. М. Ф. Ахундова.
Участвовала во многих международных конкурсах вокалистов (Женева, II премия, 1973 год; Верчелли, I премия, 1977 год; Тбилиси, I премия, 1977 год; Ташкент, III премия, 1977 год; Афины, I премия и Гран-при, 1981 год; Москва, II премия, 1982 год).
Выступает в концертах. Исполняет вокальные произведения западно-европейских, русских и азербайджанских музыкальных классиков.
Выступала в Большом и Мариинском театрах, Толедо Опера (США), Театре им. Б. Сметаны (Чехия), Государственном театре Бухареста (Румыния), Оперном театре Гаваны (Куба), Афинском Парфеноне (Греция), Оперном театре Анкары (Турция), Оперном театре Детройта (США), с Московским камерным оркестром «Виртуозы Москвы».
Много гастролирует по миру (США, Германия, Великобритания, Швеция, Норвегия, Швейцария, Австрия, Мексика, Франция, Дания, Куба, Турция и др.), ведет мастер-классы.
С 1982 года занимается педагогической деятельностью. С 1993 года заведует кафедрой вокала Бакинской консерватории (профессор с 1990 года). С 1992 по 1997  годы преподавала на кафедре вокала Стамбульской консерватории.
По инициативе певицы и её сестры Хураман в Баку с 1997 года проводится Республиканский конкурс молодых оперных певцов.
В 1999 году из-за разногласий с директором Акифом Меликовым уволена из Азербайджанского театра оперы и балета им. М. Ф. Ахундова.

### Семья
- Родители — Экрем Касимов и Тукезбан Касимова
- Сестра — Хураман Касимова (род. 1951), оперная певица, народная артистка Азербайджанской ССР (1986). Неоднократно выступали вместе как в Азербайджане, так и в различных странах мира.
- Сын — Фарид Ахунд-Касимов (род. 1980), музыкант и композитор, занимается бизнесом.

## Награды и звания
- Международный конкурс молодых вокалистов в Женеве (Швейцария) (II премия, 1973)
- Международный конкурс им. Дж. Виотти (Верчелли, Италия) (I премия, 1977)
- V Закавказский конкурс музыкантов-исполнителей в Тбилиси (I премия, 1977)
- VIII Всесоюзный конкурс вокалистов им. М. Глинки в Ташкенте (III премия, 1977)
- Международный конкурс им. Марии Каллас в Афинах (Греция) (I премия и Гран-при, 1981)
- VII Международный конкурс имени П. И. Чайковского (Москва) (II премия, 1982)
- Заслуженная артистка Азербайджанской ССР (1978)[1]
- Народная артистка Азербайджанской ССР (1982)
- Народная артистка СССР (22.06.1988)[2]
- Премия Ленинского комсомола Азербайджанской ССР
- Государственная премия Азербайджанской ССР (1984)
- Орден «Слава» (Азербайджан, 1997)
- Орден «Честь» (Азербайджан, 1 марта 2010) — за заслуги в развитии азербайджанского искусства и подготовке молодых исполнителей в области вокального искусства[3][4]
- Орден Независимости (Азербайджан, 16 июня 2017) — за особые заслуги в развитии азербайджанской музыкальной культуры[5][6]
- Персональная пенсия Президента Азербайджанской Республики (1 апреля 2005)[7]
- Имя Фидан Касимовой включено в книгу «100 женщин мира»
- Имена Фидан и Хураман Касымовых вошли в новую энциклопедию Кембриджского университета (Великобритания)[8]

## Творчество

### Партии
- «Отелло» Дж. Верди — Дездемона
- «Тоска» Дж. Пуччини — Тоска
- «Кармен» Ж. Бизе — Микаэла
- «Турандот» Дж. Пуччини — Турандот
- «Евгений Онегин» П. Чайковского — Татьяна
- «Кёроглы» У. Гаджибекова — Нигяр
- «Богема» Дж. Пуччини — Мими
- «Фауст» Ш. Гуно — Маргарита
- «Мадам Баттерфляй» Дж. Пуччини — Чио-Чио-сан
- «Аида» Дж. Верди — Аида
- «Севиль» Ф. Амирова — Севиль.

### Фильмография
- 1967 — «Земля, море, огонь, небо» — Севда
- 1978 — «Три эскиза»
- 1996 — «Рашид Бейбутов 20 лет назад»
- 2007 — «От сердца к сердцу»
- 2007 — «Маэстро Ниязи».